# جایلز اسکات
جایلز اسکات (انگلیسی: Giles Scott؛ زادهٔ ۲۳ ژوئن ۱۹۸۷) قایقران قایق بادبانی اهل بریتانیا است.